# Jens Deimel
Jens Deimel (Winterberg, 14 de septiembre de 1972) es un deportista alemán que compitió en esquí en la modalidad de combinada nórdica.
Ganó una medalla de bronce en el Campeonato Mundial de Esquí Nórdico de 1993, en la prueba por equipo. Participó en dos Juegos Olímpicos de Invierno, ocupando el quinto lugar en Albertville 1992 y el sexto en Nagano 1998, también en la prueba por equipo.

## Palmarés internacional
| Campeonato Mundial | Campeonato Mundial | Campeonato Mundial | Campeonato Mundial        |
| Año                | Lugar              | Medalla            | Prueba                    |
| ------------------ | ------------------ | ------------------ | ------------------------- |
| 1993               | Falun (Suecia)     | Medalla de bronce  | TN + 3 × 10 km por equipo |